# Azijn

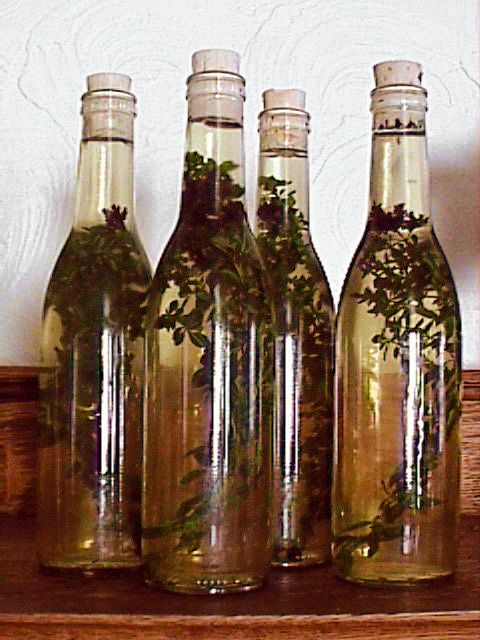
Flessen kruidenazijn

Azijn (van het Oudfranse vyn egre 'zure wijn') is een waterige oplossing van verdund azijnzuur en sporenelementen die smaakstoffen kunnen bevatten. Azijn is vooral bekend als een condiment bij voedsel, maar keukenazijn wordt ook gebruikt als schoonmaakmiddel. Daarentegen schoonmaakazijn is uitsluitend bedoeld voor reiniging en niet voor consumptie. Azijn heeft een lagere concentratie azijnzuur dan schoonmaakazijn en schoonmaakazijn bevat ook andere stoffen, die niet geschikt zijn voor consumptie. 
Azijn ontstaat wanneer gegiste producten verzuren door de juiste bacteriën. Als bij de rijping van wijn lucht in het vat komt, kan de alcohol worden omgezet in azijnzuur – een bacterie bekend als azijnmoeder wordt hiervoor zelfs bewust ingezet – en ontstaat wijnazijn. Azijn is chemisch gezien een waterige oplossing van azijnzuur (met een volumefractie van 4 tot 15 %) en geur- en smaakstoffen.
Als 'azijn' minder dan 4 % azijnzuur bevat, mag het volgens de Nederlandse wet geen azijn worden genoemd. Een dergelijk product wordt aangeduid met edik.
De Franse scheikundige en bioloog Louis Pasteur (1822-1895) ontdekte de azijnzuurbacteriën.

## Bereiding
Wijnazijn wordt traditioneel bereid door wijn te laten verschalen aan de lucht. De omzetting van ethanol naar azijnzuur kan op deze wijze traag en onvoorspelbaar verlopen. 
{\displaystyle {\ce {C2H5OH + O2 -> CH3COOH + H2O}}}
Herman Boerhaave vond in de 17e eeuw de snelazijnbereiding uit, die nu nog gebruikt wordt voor natuurazijn. Natuurazijn wordt bereid met behulp van de azijnzuurbacterie Acetobacter. Deze zit van nature in hout. Om dit proces plaats te laten vinden, worden alcoholische dranken over houtkrullen gecirculeerd bij 30-35 °C. Oude wijn kan als grondstof dienen, net als vergist appelsap of andere producten. Traditionele azijn heeft een eigen geur en smaak en wordt dan ook veelal in de keuken toegepast.
Azijnzuur voor industriële toepassingen kan ook synthetisch gemaakt worden uit methanol en koolstofmonoxide.

## Toepassing
Azijn wordt toegepast als levensmiddel, conserveermiddel en in de vorm van schoonmaakazijn als reinigingsmiddel. Verder zijn er enkele huis-tuin-en-keuken toepassingen.

### Culinair
Een toepassing is de combinatie van azijn en olie in dressings voor salades.
Vroeger werden vooral in de noordelijke landen groenten (augurken, uien) en vruchten (rode bosbessen, pruimen) in pure azijn in Keulse potten ingelegd. De azijn maakte de schadelijke micro-organismen in de pot onschadelijk, maar remde tevens de ontwikkeling van goedaardige bacteriën. De veel te zure smaak van deze inmaak werd verzacht door er (veel) suiker aan toe te voegen.
Azijn wordt heden ten dage gebruikt als basisingrediënt voor het vervaardigen van mosterd.
Er zijn verschillende soorten azijn:
- Tafelazijn of keukenazijn, neutraal
- Moutazijn, De Britten doen moutazijn (malt vinegar) over hun fish and chips.
- Wijnazijn
- Balsamicoazijn
- Sherry-azijn
- Brandewijnazijn

### Onkruidbestrijding
Azijn wordt gebruikt als goedkoop onkruidbestrijdingsmiddel in de biologische landbouw. Het spuiten van een oplossing van 5-10 % azijn in water doodt de onkruiden vossenstaart en akkerdistel tijdens de eerste twee weken van hun groei.
Het gebruik van natuurazijn (tot 10 %) is goedgekeurd om onkruid te bestrijden als basisstof. Een basisstof is een stof die al voor een ander doel op de markt is (bijvoorbeeld als voedingsmiddel, zoals azijn of bier), maar die ook als gewasbeschermingsmiddel werkt en gebruikt mag worden. Eventuele risico’s zijn namelijk al bij het oorspronkelijke gebruik bepaald. Een basisstof heeft per definitie een laag risico en heeft geen effect op de hormoonhuishouding, het immuunsysteem of (de ontwikkeling van) het zenuwstelsel.

### Ontkalken
Omdat azijn zuur is, lost neergeslagen kalk (ketelsteen) erin op. Ontkalken kan met gewone azijn maar gaat beter met speciale schoonmaakazijn omdat deze zuurder is.

### Reinigingsmiddel
Azijn wordt reeds generaties lang gebruikt als reinigingsmiddel. Het azijnzuur is een efficiënt ontsmettingsmiddel en reinigingsmiddel dat zeepschuim reinigt, sommige minerale (kalk)ophopingen verwijdert, en bacteriën en schimmels bestrijdt. Azijn kan gebruikt worden als reinigingsmiddel voor:
- vetvlekken (onverdunde azijn gebruiken, hoewel detergentia hiervoor geschikter zijn)
- chroom (onverdund)
- ontkalken van o.a. koffiezetapparaten (onverdund)
- koperroest van o.a. munten van 1, 2 en 5 eurocent
- ontdoen van groenaanslag op straattegels (doodt de algen)
- verwijderen van schimmel in de badkamer e.d.

Het gebruik van azijn als reinigingsmiddel in de tuin is omstreden, vanwege de mogelijke milieu-impact van het lekken in de omgeving.

#### Voordelen
- prijs (goedkoop)
- zacht voor de handen
- laat geen strepen na

#### Risico's
Voorzichtigheid bij het gebruik van azijn is geboden. Reeds bij lage concentraties kan het huid- (concentratie 10 % of meer) en oogirritatie (concentratie 3 % of meer) veroorzaken. Bij hogere concentraties kunnen brandwonden, oogletsels en luchtwegbeschadigingen optreden.
Naarmate de concentratie van azijnzuur in de azijnoplossing stijgt, zijn er meer risico's verbonden aan het gebruik.

### Medicinale toepassingen
Een watje gedrenkt in azijn helpt tegen de jeuk van kwallensteken.

#### Brandnetelsteken
Azijn kan helpen bij brandnetelwonden. Brandnetelhaartjes hebben kleine kalkachtige weerhaakjes, bij het aanraken van de brandnetel prikken deze door de huid en breken af van de plant. De haartjes zijn gevuld met o.a. mierenzuur en histamine. De histamine zorgt ervoor dat de haarvaten verwijden, het mierenzuur prikt. Door azijn over de aangeraakte plek te wrijven lost de kalk op en laten de haartjes los. De andere twee stoffen worden verdund en verliezen hun werkzaamheid. Naast of in de buurt van brandnetels groeit meestal ook wel zuring, weegbree of hondsdraf, dit heeft een soortgelijk effect als azijn.

## Taalgebruik
Het woord azijn is ontleend aan het Oudfranse aisin of aisil, dat zelf ontleend is aan het Latijnse acetum. Azijn komt in Nederlandse dialecten ook voor als azien en essig (Limburgs), arzijn (Brabants en Zeeuws) en azijl (Vlaams)
In het taalgebruik komt azijn voor in het woord azijnzeiker of azijnpisser, in de betekenis van "zuurpruim".